# 西中山層
西中山層（にしなかやまそう、Nishinakayama Formation）は、日本のジュラ紀の豊浦層群に属する層単元の地層名である。1926年に小林貞一によりNishi-Nakayama Groupとして最初に命名されたが、1931年の論文でこれを豊浦統の西中山層と記している。本層は山口県下関市菊川町を中心として北側の豊田町、南側の阿内にまたがって分布し、田部盆地により北部地域と南部地域に隔てられる。

## 概要
西中山層は、北部地域で下位の東長野層Nsh部層と同時異相ないしNsh部層を整合に覆い、
南部地域で東長野層と整合関係にあるとされている。砂質泥岩からなり，北部地域の各所で石英斑岩岩脈に、南部地域の白山（標高251.1m）の北麓で局所的に斜長斑岩の岩株～岩脈状岩体に貫入される。
本層は、下位より桜口谷泥岩部層（Nm部層）、石町砂岩泥岩部層（Na部層）の2つの部層に岩相区分され、Nm部層は1947年に記載された松本・小野のNe・Ng・Nd部層を統合したもので、本部層の下部は黒色または灰白色凝灰質の泥岩層で北方へ向かって灰白色泥岩が減少し両者が細かく互層化し、中部～上部はシルト質～砂質泥岩層で、北方へ向かって細粒化して細粒砂岩薄層を減じ、Na部層はシルト質泥岩と細粒砂岩の互層で中粒砂岩層（厚さ数ｍ）を数層準に挟在するとされる。
松本・小野のNe部層（Echioceras-Zone）、Ng部層（Grammoceras-Zone）、Nd部層（Dactylioceras-Hildoceras Zone）は、中山層のNに化石帯の頭文字を添えたもので、それぞれ1973年の平野によるFontaneliceras fontanellense帯、Protogrammoceras nipponicum帯、Dactylioceras helianthoides帯にあたる。平野によってNm部層として統合されるまでは層準を便宜的にNf・Ng・Nh帯などと化石帯によって呼称された例のほか、1982年に棚部ほかによってNm部層がNa（=平野のNm部層下部）、Nb（=平野のNm部層中～上部）、Nc（=松本・小野のNa部層）に細分化された以降、この区分が用いられている文献もある。
層厚は，北部地域では225-250ｍ、南部地域で550～580ｍ、上田部～河内周辺の断層の密集する地域ではかつて層厚1100ｍあるいは900ｍと厚く見積もられている。

## 堆積環境
豊浦層群はその東縁を長門構造帯で画され、生物相などから比較的静穏な内海で堆積した地層と考えられている。
北部地域の桜口谷泥岩部層は、南西部の西中山付近では自生黄鉄鉱粒子が顕著に伴われるが、北東部では見られないとされている。黄鉄鉱粒子は還元的嫌気的で有機物の存在する環境下で生成されるが、斜交葉理砂岩層や堆積物の分級度などから南西から北東への掃流が存在し、好気性の底質環境の時期もあったことが明らかにされている。北東部では少なくとも10ｍ以下の浅海環境が推定されているが、厚い砂岩層の挟在する石町砂岩泥岩部層においては波浪限界よりも浅い環境を示すウェーブリップルや暴浪によって形成されるハンモック状斜交層理砂岩層は報告されていない。桜口谷泥岩部層の砂岩層から、主にタービダイトのほか、土石流、ハイパーピクナル流起源の重力流堆積物が記載されている。
南部地域では、北部地域の石町砂岩泥岩部層の岩相が分布せず部層の創設はなされていないが、西中山層の下～中部の3層準に細-中粒のタービダイト砂岩層の挟在が報告されており、暴浪時波浪限界以深の堆積盆底の環境が推定されている。

## 海洋無酸素事変を示す堆積物
1970年以降、酸素に乏しい還元的な底質環境におけるアンモナイト殻の溶解が報告されるようになり、1990年代には、西中山層の有機物に富む黒色泥岩がトアルシアン期の海洋無酸素事変(T-OAE)を特徴づける堆積物として注目されるようになった。2000～2010年代には有機炭素同位体比（δ13Ｃorg）の分析によりOAEのあった期間の地層の国際対比が行われるようになり、2007年には石浜・松本によって西中山層下部において有機炭素同位体比の負異常が報告されたが、ヨーロッパには西中山層のように後期プリンスバッキアン期の貧酸素環境を示す堆積物がなく、西中山層では貧酸素環境の開始時期が早く長期間継続したと考えられた。その後、中田・松岡により西中山層のアンモナイト化石帯の年代が再検討され下位より後期プリンスバッキアン期末のCanavaria japonica帯、前期トアルシアン期のPaltarpites paltus帯、Dactylioceras helianthoides帯、Harpoceras inouyei帯に再区分が行われ、この化石帯区分の北部地域全域への適用が試みられている。
化石帯が設定された範囲の年代は、従来、北西ヨーロッパ標準化石帯のStokesi亜帯からFibulatum亜帯に至るアンモナイト化石帯との対比により後期プリンスバッキアン期の前期 - 中期トアルシアン期の前期中葉とみられていたが、中田・松岡による再検討で、Apyrenum亜帯からFibulatum亜帯までの範囲に短縮され、後期プリンスバッキアン期の後期 - 中期トアルシアン期の前期中葉の年代となる。この生層序年代の改訂では、Fontanelliceras fontanellense帯における断層による層序の繰り返しが見出されたことで、実際よりも長く推定されたアンモナイトの生存期間と新・旧のタクサの生存期間の重複が明らかにされるとともに、西中山層のDactylioceras属をはじめ後期プリンスバッキアン期に置かれていたPaltarpites paltus（=Protogrammoceras paltum）の初産出をプリンスバッキアン期/トアルシアン期境界とし、新設されたPaltarpites paltus帯が北西ヨーロッパ標準のpaltum亜帯と同じく前期トアルシアン期の初頭に位置付けられた。さらに、重要な新産種が発見され、地中海地域の前期トアルシアン期初頭のMirabile亜帯に産するPetranoceras aff. rinaldiniiとPaltarpites paltus・Fontaneliceras fontanellenseとの共産や、後期プリンスバッキアン期のStokesi亜帯 - Apyrenum亜帯に産するAmaltheus margaritatusなどにより化石帯の年代の整合性がとられた。
改訂された生層序年代に従うと西中山層の炭素同位体異常の認められる時期は、イギリス（UK）、フランス、ポルトガルなどのプリンスバッキアン期/トアルシアン期境界の炭素同位体異常（P-T-CIE）の時期と一致するものの、前期トアルシアン期の炭素同位体異常（T-CIE）はヨーロッパよりも早期にシフトしている。T-CIEは急速な炭素の解放に起因する温暖化により水理学的に強調されたものであると解釈されている。

## 化石

### 動物化石
動物化石は、アンモナイト目、リトセラス目、フィロセラス目に属する頭足類のアンモナイト化石を産し、アンモナイト目に属するヒルドセラス科は西中山層において多種多様で、Canavaria japonica・C. cf. sicula・Fontanelliceras fontanellense（アリエティセラス亜科）、Protogrammoceras nipponicum・P. yabei・Paltarpites aff. platypleurus・P. toyoranus・Fuciniceras primordium・F. nakayamense・F.  cf. normanianum・Lioceratoides aradasi・L. matsumotoi （ハーポセラス亜科またはプロトグランモセラス亜科）・Cleviceras cf. exaratum・C. chrysanthemum・Harpoceras inouyei・H. nagatoensis・Petranoceras・Titoniceras（ハーポセラス亜科）、Polyplectus okadai（ハーポセラス亜科またはポリプレクタス亜科）、Hildoceras aff. bifrons（ヒルドセラス亜科）が産する。エオデラセラス超科では、Dactylioceras (Orthodactylites) helianthoides・Prodactylioceras aff. italicum・Peronoceras subfiblatum（ダクチリオセラス科）、Amalthius（アマルチウス科）などが報告されている。リトセラス目ではLytoceras（リトセラス科）、Audaxlytoceras? （ナノリトセラス科）、フィロセラス目ではCalliphylloceras（フィロセラス科）が知られる。西中山層のアンモナイトは、基本的にパンデミック型とテチス型から構成されるが、後期プリンスバッキアン期のCanavaria japonica帯のみにボレアル型が含まれる。
さらに頭足類ではベレムナイト、二枚貝類では、Pseudomytiloides lunaris・P. matsumotoi（イノセラムス科）、Posidonotis dainellii・Bositra（ポシドニア科）、Modiolus（イガイ科）、Parvamussium（ワタゾコツキヒガイ科）、Meleagrinella（アビキュロペクテン科）、Gervillia（バケベリア科）、“Ostrea”（イタボガキ科）、Goniomya（ウミタケモドキ科）など、魚類ではLeptolepis?、鱗、ゴカクウミユリ類ではPentacrinites2種・Seirocrinus（ペンタクリヌス科）、昆虫類ではNipponoblatta suzugaminae（メソブラッティナ科のゴキブリ）、腕足類、Uncina（?ショウグンエビ類のウンキナ科）、ワニ類（?アトポサウルス科）、日本最古級のカメ類などが産出している。　生痕化石ではフィコサイフォン形成者による生物擾乱が泥岩中に認められている。

### 植物化石
植物化石は、北部地域では1940年に大石、1986年に木村・大花、1988年に木村ほかによってSphenopteris・Phlebopteris takahashii（シダ類）、Otozamites micropinnatus・Zamites toyoraensis・Z. yabei（ベネチテス類）、Pseudoctenis（ソテツ類）、Brachyphyllum ex gr. expansum・Cupressinocladus・Elatides・Geinitzia（球果類）などが記載されている。学名のみの報告では1982年に棚部ほかによるEquisetites（トクサ類）、Cycadites（ソテツ葉類）などがある。西中山層の植物化石は基本的に日本の外帯の中期ジュラ紀末‐前期白亜紀の領石型植物群の特徴をもつ。
南部地域の西中山層産植物化石として1987年に木村・大花によりLoc. 068から5属5種が記載され、2005年に山田・大野によりLoc. 127から1属2種がリストされているが、これらの産地は西中山層より上位の豊浦層群阿内層の分布域にある。